# St. Kilian und Gefährten (Röttingen)

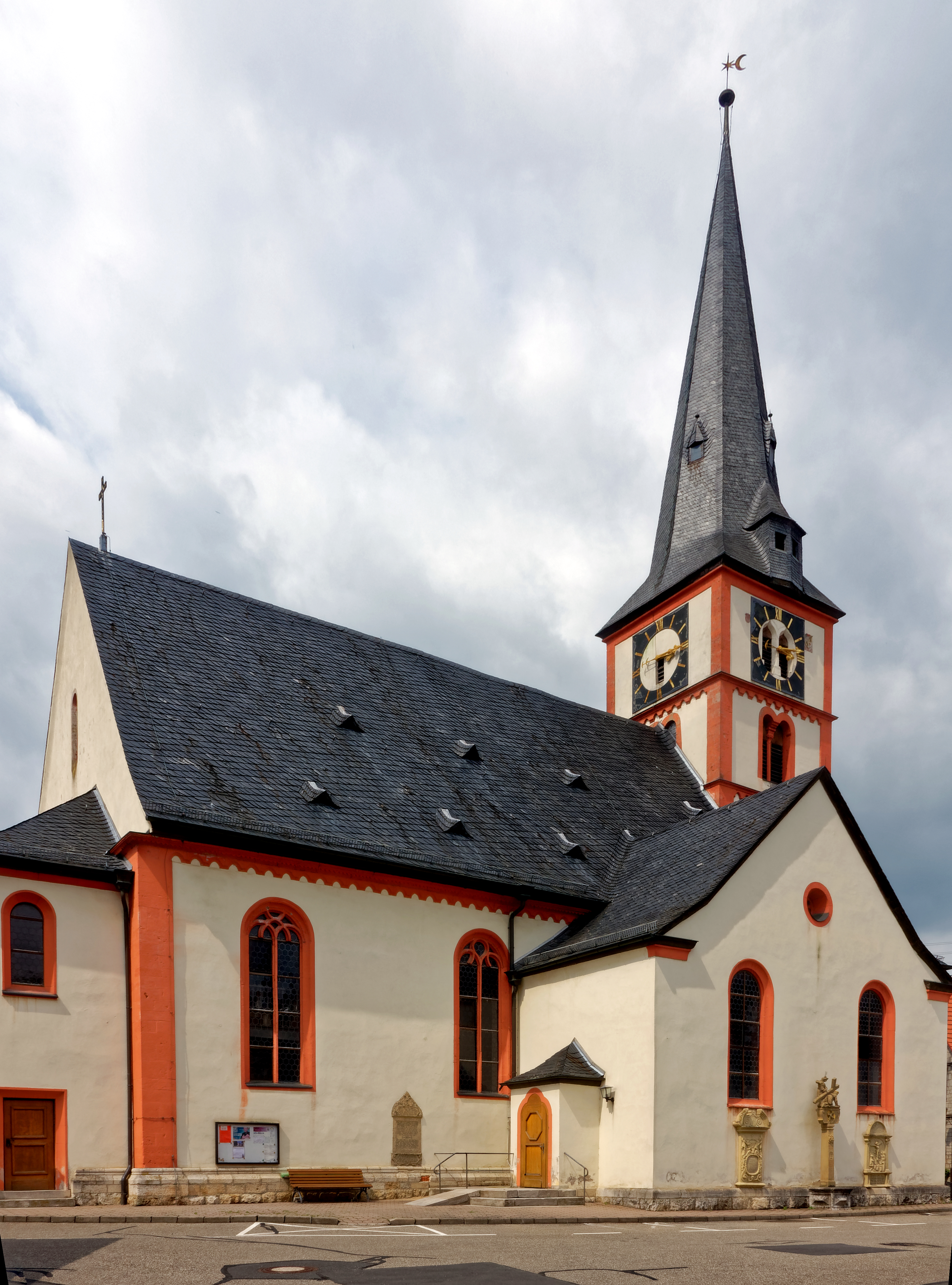
St. Kilian und Gefährten (Röttingen)

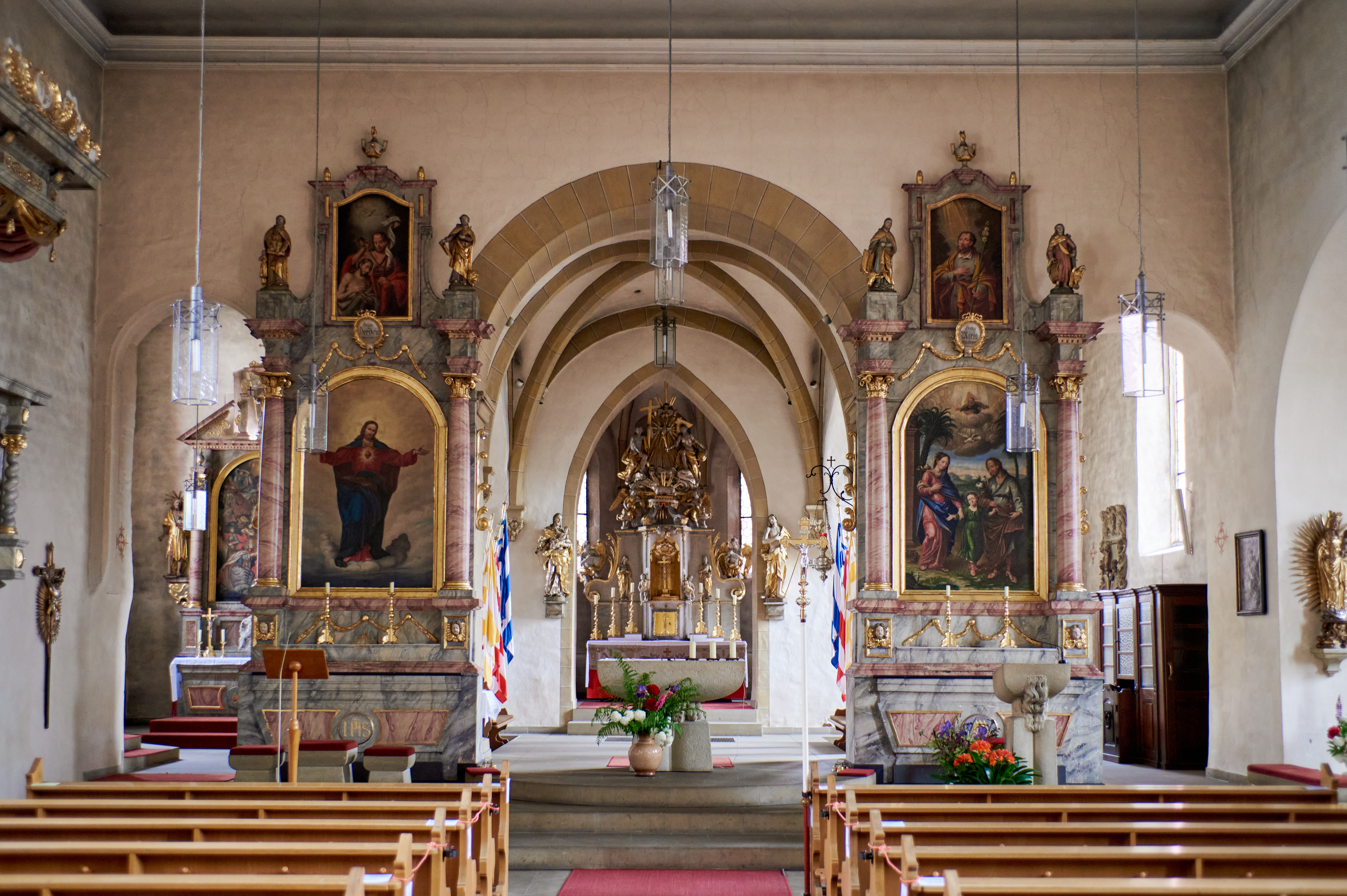
St. Kilian und Gefährten, Innenansicht

Die römisch-katholische, denkmalgeschützte, dem heiligen Kilian, dem heiligen Kolonat und dem heiligen Totnan geweihte Pfarrkirche St. Kilian und Gefährten befindet sich in Röttingen, einer Landstadt im Landkreis Würzburg (Unterfranken, Bayern). Das Bauwerk ist unter der Denkmalnummer D-6-79-182-33 als Baudenkmal in der Bayerischen Denkmalliste eingetragen. Die Pfarrei gehört zur Pfarreiengemeinschaft Tauber Gau (Röttingen) im Dekanat Ochsenfurt des Bistums Würzburg.

## Beschreibung
Die Saalkirche ist im Kern spätromanisch. Sie besteht aus einem Langhaus, dem Chorturm mit einer Apsis im Osten. Im 14. und 15. Jahrhundert wurden Anbauten errichtet. Zwischen 1606 und 1614 erfolgte unter Julius Echter eine Umgestaltung. Der Chorturm wurde zum Julius-Echter-Turm ergänzt, indem er aufgestockt und mit einem schiefergedeckten, achtseitigen Knickhelm bedeckt wurde. 
Zur Kirchenausstattung gehören der spätbarocke Hochaltar von 1780, vier klassizistische Seitenaltäre von Johann Georg Ziegler, die 1699 gebaute Kanzel sowie einige wertvolle Epitaphe, wie zum Beispiel der Grabstein für Petronella von Baldersheim.